# Pterophoridae
Gli Pteroforidi (Pterophoridae Zeller, 1841) sono una famiglia di lepidotteri (un tempo inclusa nei cosiddetti Microlepidotteri) caratterizzata da ali sottili, ciascuna delle quali suddivisa solitamente in due o tre lamelle piumose (raramente quattro); sono gli unici rappresentanti della superfamiglia Pterophoroidea Zeller, 1841.
Una specie molto comune è Pterophorus pentadactylus, frequentemente attirata dalla luce.
Alcuni membri di questa famiglia presentano ali divise (p.e. Agdistis bennettii), ma le lunghe zampe caratteristiche e la peculiare forma delle ali consentono l'identificazione.

## Alcune specie

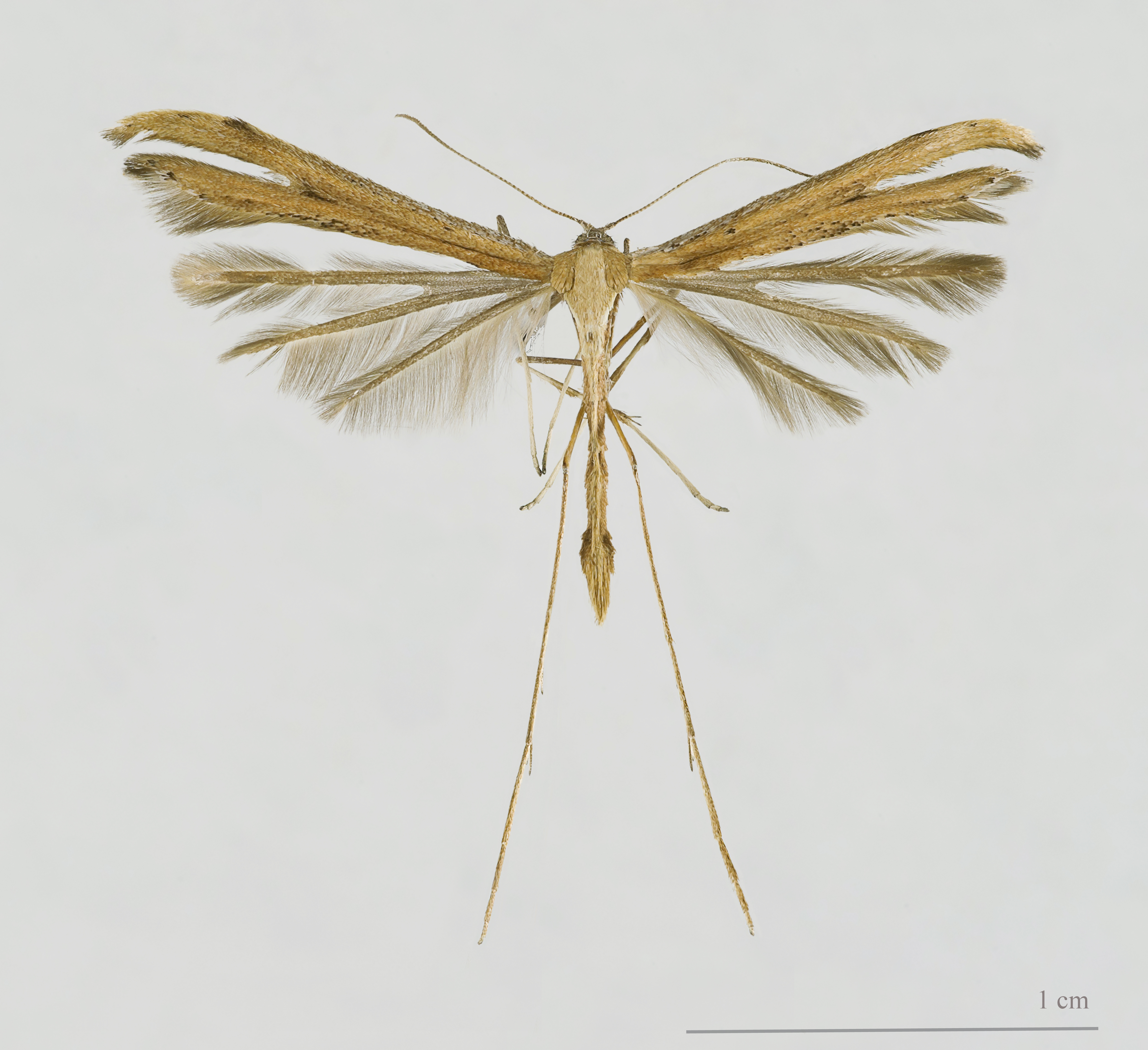
Emmelina monodactyla
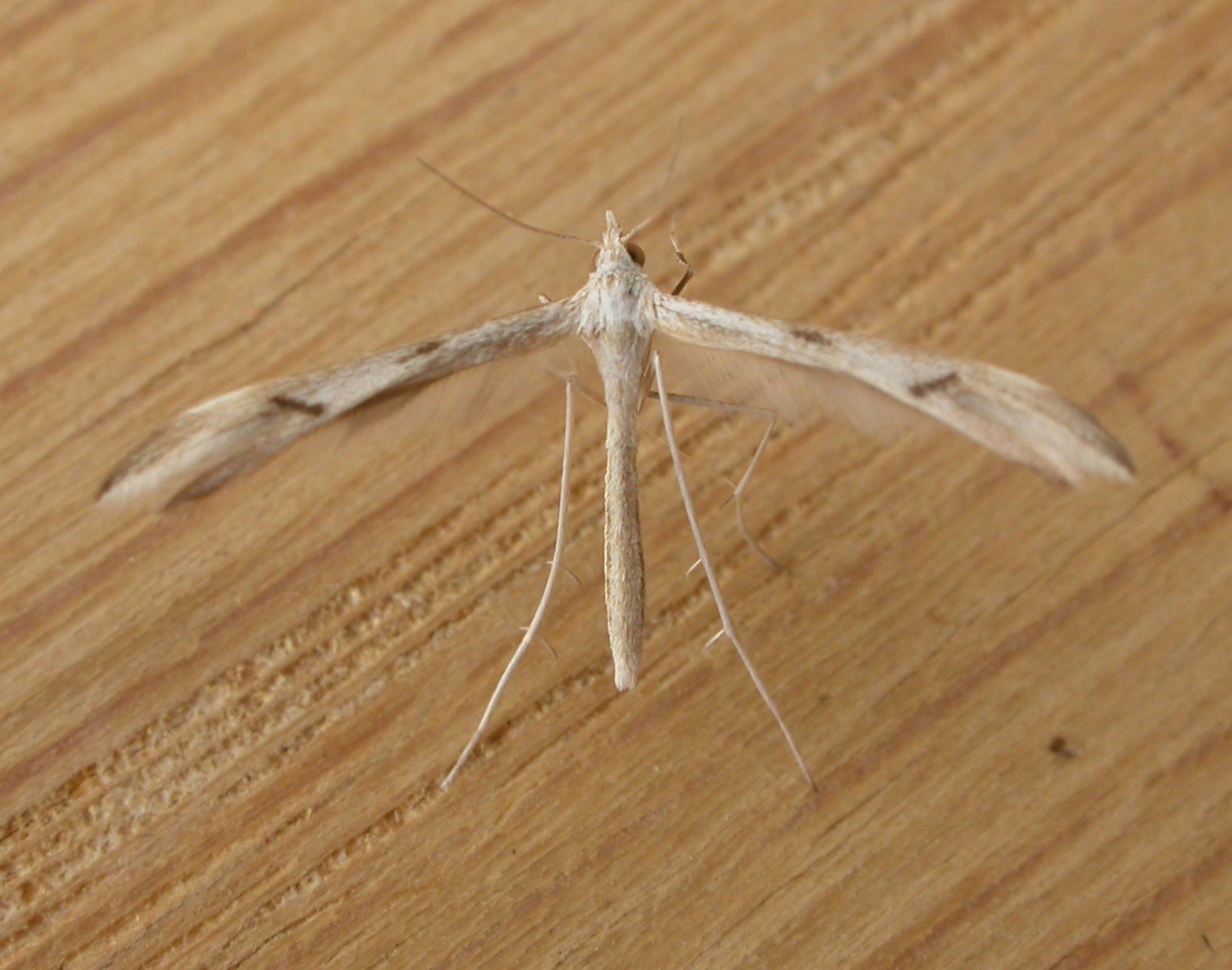
Platyptilia celidotus
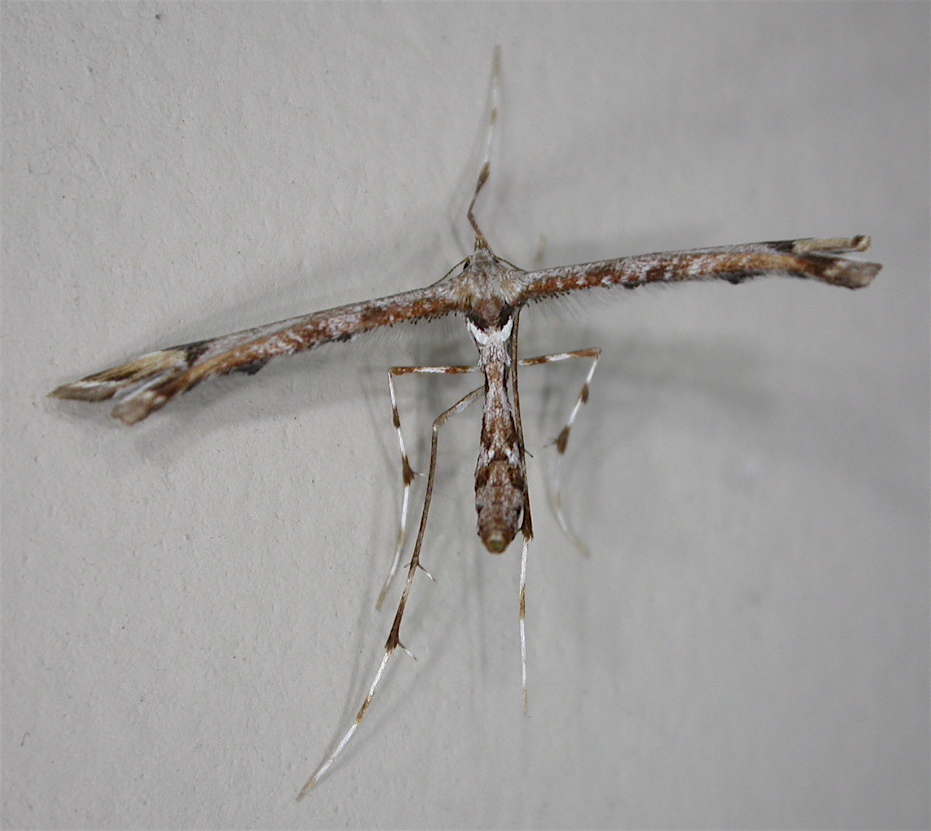
Platyptilia falcatalis
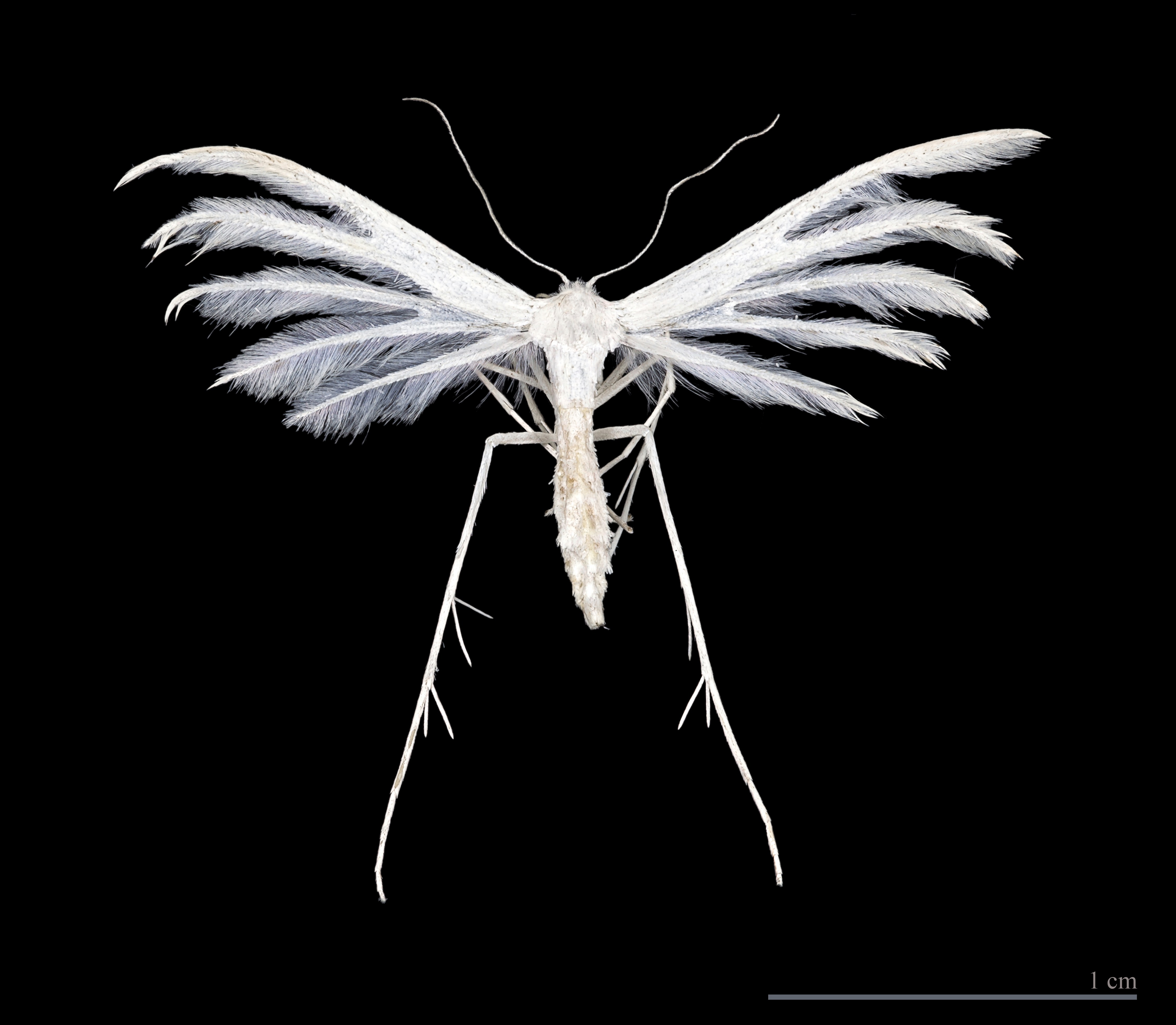
Pterophorus pentadactylus
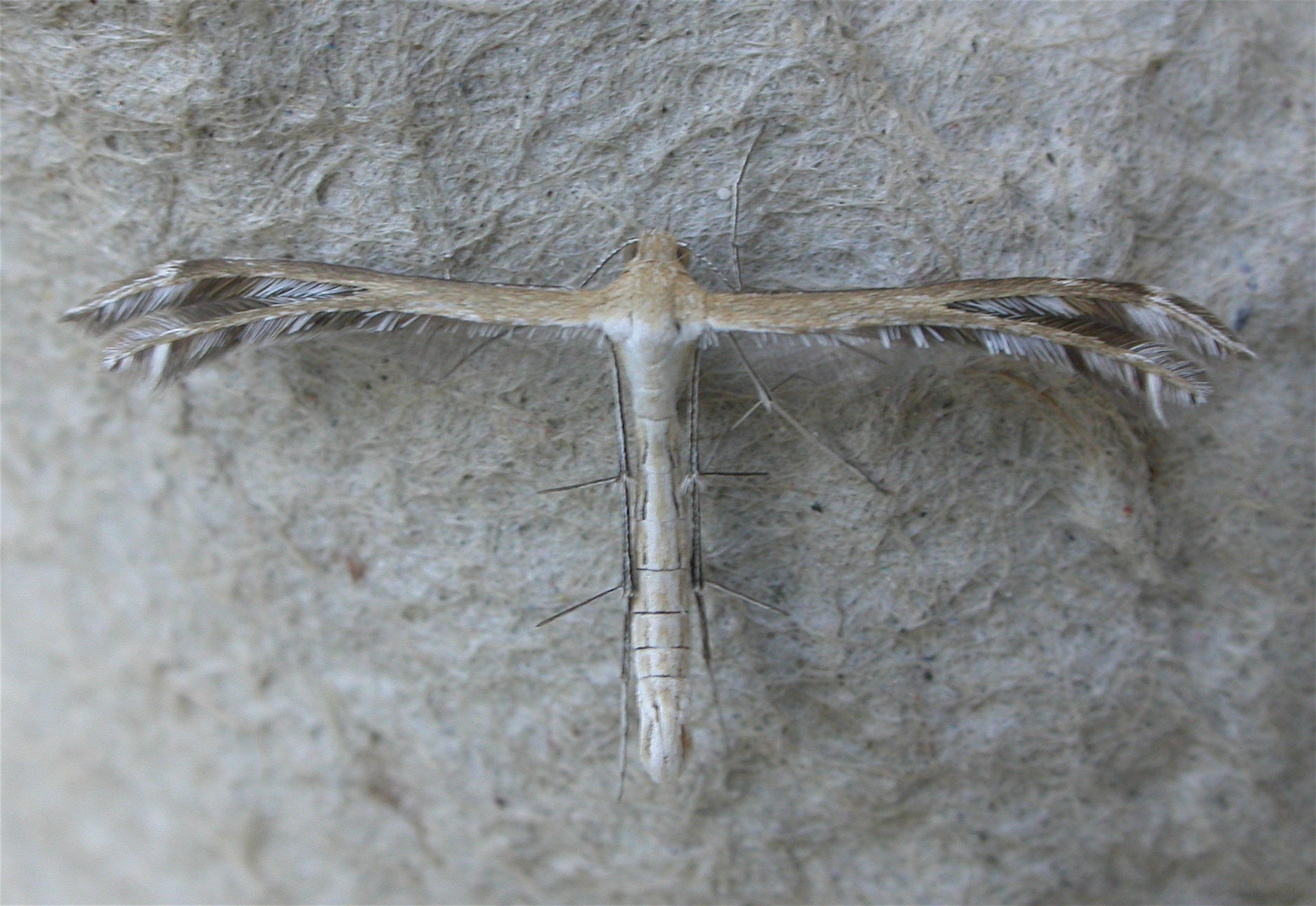
Stangeia xerodes